# لوسي وود
لوسي وود (بالإنجليزية: Lucy Wood)‏ هي لاعب هوكي الحقل بريطانية، ولدت في 22 فبراير 1994.

## روابط خارجية
- لوسي وود على موقع اتحاد ألعاب الكومنولث (مؤرشف) (الإنجليزية)